# Honorio Galvis
Honorio Galvis Aguilar es un empresario Colombiano, oriundo de Chima, Santander, quien se desempeñó como Senador de la República de Colombia.

## Carrera pública
Vinculado al Partido Liberal Colombiano. Ya en el siglo XXI, ejerció como senador, en calidad de suplente, entre 2000 y 2002. En 2003 se separó del liberalismo para postular a la Alcaldía de Bucaramanga.
En el sector público se desempeñó como senador de la República de Colombia. Este órgano legislativo lo eligió Parlamentario Andino ocupando allí la presidencia de la Comisión Primera. Al terminar su periodo, fue designado Asesor del Parlamento Andino en Temas de Integración Fronteriza.
En eventos oficiales internacionales, participó como observador especial en la Primera Reunión Plenaria del Foro Interparlamentario de las Américas (FIPA-OEA), celebrada en México en marzo de 2002; fue coordinador en Lima de la Primera Reunión de Autoridades de Identificación de la Comunidad Andina (CAN), en abril de 2002, participó como Delegado en Madrid a la cumbre del Parlamento Europeo con Parlamentos Latinoamericanos de Integración, mayo de 2002. 
Delegado a Guayaquil Ecuador, como único representante de la Federación Colombiana de Municipios en la V Ronda de Conversaciones del Tratado de Libre Comercio (TLC) con los Estados Unidos. Delegado en Tucson (EE. UU.) en representación de la Federación Colombiana de Municipios a la VI Ronda de Conversaciones del TLC con los EE. UU., Asistente en Atlanta (EE. UU.) representando a la Federación Colombiana de Municipios al Taller de Diplomacia Comercial auspiciado por CIFAL y la Cámara de Comercio de Atlanta. Actuó como conferencista en diferentes eventos celebrados en Argentina, Corea del Sur, España, Ecuador, República Dominicana, etc. 
En abril de 2005, fue elegido Presidente del Centro Iberoamericano de Desarrollo Estratégico Urbano CIDEU, entidad que tiene sede en Barcelona - España red conformada por más de 120 ciudades de Iberoamérica. Disputó con Sergio Fajardo Alcalde de Medellín la nominación de Mejor Alcalde de Colombia. Recibió en Atlanta en noviembre de 2007 de CIFAL (Organismo de Naciones Unidas) el Premio a la Excelencia en el Servicio Público.
Durante el periodo 2004-2008 ejerció como Alcalde de Bucaramanga, consolidándose como uno de los mejores mandatarios del país.
En 2009 regresó al Partido Liberal, ganando las elecciones internas en su departamento, y un año después fue elegido Senador con la mayor votación de Santander.

## Sector privado
Destacó como ejecutivo del sector asegurador por más de 20 años, a la vez que como gestor de empresas de inversión, financieras y de transporte.
Su desempeño laboral y profesional lo ha compartido entre el sector público y privado alcanzando diferentes posiciones ejecutivas. 
En el sector privado se desempeñó como gerente de La Nacional de Seguros Generales S.A. durante cuatro años y como Gerente General de La Nacional Agencia de Seguros S.A. por más de 20 años, cargo que hoy ejerce en propiedad. 
Ha sido socio fundador y directivo de diversas empresas de inversión, comerciales y financieras entre las que se destacan Promisión S.A., Leasing Santander S.A. Compañía de Financiamiento Comercial, Frigorífico Vijagual S.A., Insercol S.A., ASIS Asesora Industrial de Seguros. Prominversiones S.A., Socerautos e Invervalores. De igual manera, fue asociado durante 18 años de la empresa de transporte Copetrán que es la empresa de transporte más grande de Colombia., Tiene una vasta experiencia en generación de empleo y amplio conocimiento en temas financieros y empresariales.